# يسبر أريكسون
يسبر أريكسون هو لاعب هوكي الجليد سويدي، ولد في 14 أغسطس 1996 في كيرونا في السويد.

## وصلات خارجية
- يسبر أريكسون على موقع EliteProspects.com (الإنجليزية)
- يسبر أريكسون على موقع HockeyDB.com (الإنجليزية)